# لوكهيد مارتن إف-22 رابتور

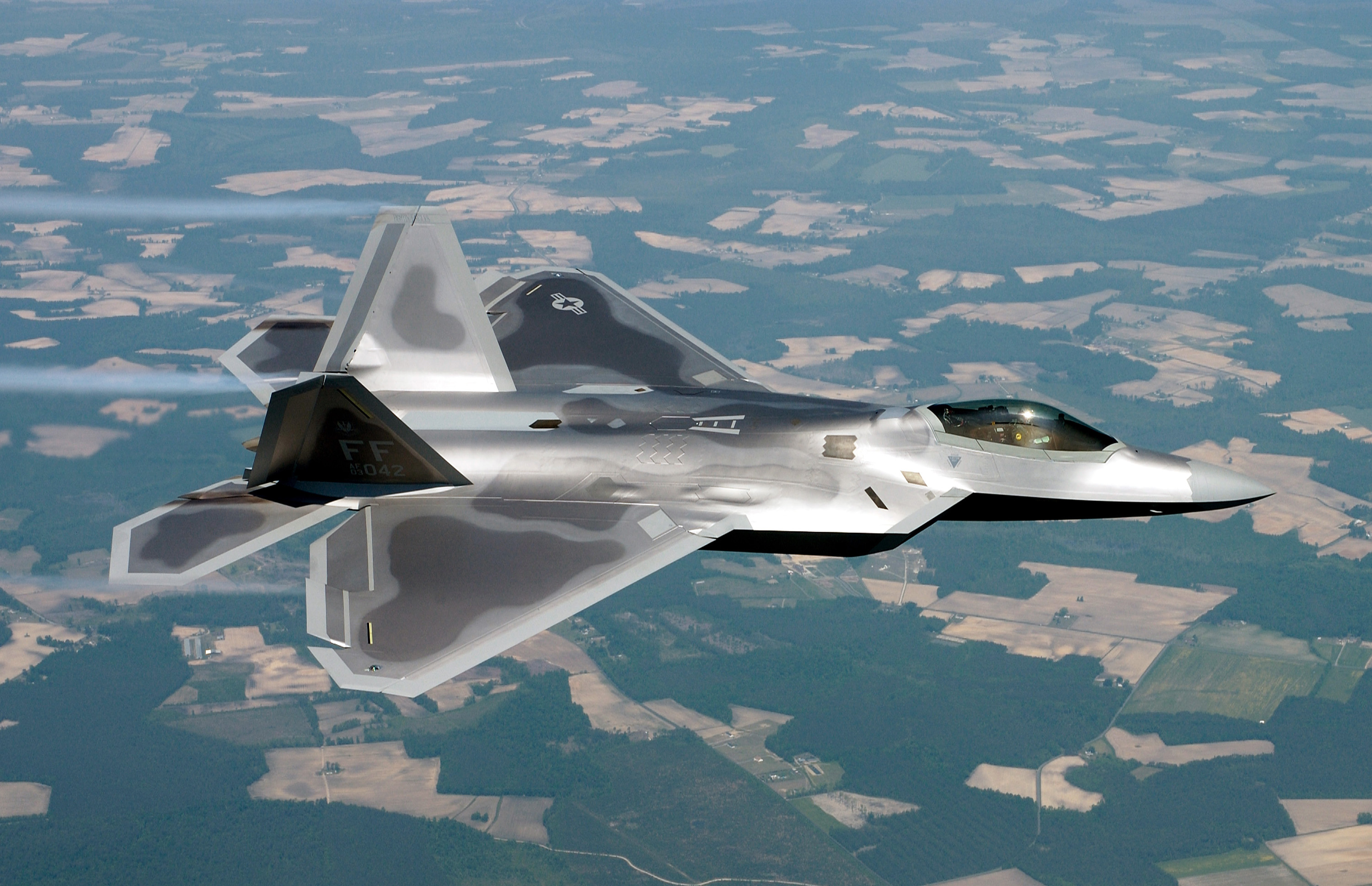
السرب السابع بقاعدة لانجلي الجوية كان أول سرب يتسلم مقاتلة اف-22 رابتور

لوكهيد مارتن إف/إيه-22 رابتور مقاتلة تفوق جوي شبحية ذات مقعد واحد ثنائية المحرك، تعد هذه المقاتلة أولى مقاتلات الجيل الخامس وهي من صناعة شركة لوكهيد مارتن ليتم استخدامها لصالح القوات الجوية الأمريكية، وهي مصممة لمواجهة القوات الجوية الروسية خلال الحرب الباردة بين أمريكا والاتحاد السوفيتي، ومع سقوط حائط برلين اتسع دور المقاتلة التكتيكية المتطورة ليشمل قدرات متعددة المهام مثل مهام الضرب الدقيق للأهداف الأرضية.

## التوصيف الفني
لوكيهد مارتن إف-22 رابتور طائرة مقاتلة تتمتع بقدرة عالية على المناورة الجوية بحيث تتفوق بها على مثيلاتها من الجيل الخامس وهي تستخدم تكنولوجيا التخفي، وقد صممت في البداية كمقاتلة تفوق جوي، ولكنها تمتعت بقدرات إضافية تتضمن الهجوم البري، والحرب الإلكترونية، وتعتبر شركة لوكهيد مارتن للصناعات الجوية المقاول الرئيسي للمشروع، وهي مسئولة عن غالبية هياكل الطائرات، وأنظمة الأسلحة والتجميع النهائي لها، ويقوم الشريك بوينغ للدفاع والفضاء والأمن بتزويد الأجنحة، وجسم الطائرة في الخلف، وإلكترونيات الطيران المدمجة، ونظم التدريب، وتم دخول النموذج F-22A الخدمة رسميا في القوات الجوية الأمريكية في ديسمبر 2005، على الرغم من فترة التطوير الطويلة والمكلفة، فإن الولايات المتحدة تعتبر أن الطائرة F-22 عنصرا حاسما لقوة الولايات المتحدة الجوية التكتيكية، وتدعي أن الطائرة لا تضاهيها أي مقاتلة في العالم، في حين أن شركة لوكهيد مارتن تقول إن مزج مكونات الشبحية والسرعة والقدرة على المناورة مع قدرات القتال جو أرض وجو جو تجعل من الطائرة الأفضل على الإطلاق في العالم اليوم. وقال المارشال الجوي (أنجوس هوستون)، الرئيس السابق لقوة الدفاع الأسترالية في عام 2004 أن «F-22 ستكون الطائرة المقاتلة الأكثر تميزا على الإطلاق».وأدت التكلفة العالية للطائرة، والنقص الواضح في مهمات القتال الجوية بسبب تأخر مقاتلات الجيل الخامس في كل من روسيا والصين، وفرض حظر على صادرات الولايات المتحدة من الطائرة، والتطوير المستمر لخطط أرخص وأكثر تنوعا أسفرت في النهاية عن إنتاج الطائرة F-35 التي تعتبر نسخة أقل تكلفة من F-22 ويمكن تصديرها إلى الدول الصديقة.وفي أبريل 2009 تم إنتاج 187 طائرة فقط ورفض الكونغرس تمويل أي دفعات شراء جديدة من الطائرة وتوقف الإنتاج عند هذا العدد.

## أهداف إف/إيه 22 الاستراتيجية
تحقق السيطرة على المجالات الجوية لأي ساحة معركة من خلال المزج الماهر بين تقنيات التخفي والمحركات التي تدعم الطيران الطويل المدى وأجهزة الاستشعار وإلكترونيات الطيران والمناورة وخفة وسرع الحركة والمدى الطويل، والأسلحة المحمولة بالداخل. هناك محركان برات آند ويتني اف119-بي دبليو-100 يمكنانها من التحليق إلى ارتفاعات عالية لا تنافس وتحقق السرعات الهجومية بالضغط والدفع القوي المتواصل متفوقة على مقاتلات اليوم.

## الأسلحة الرئيسية - التسليح
منصة الأسلحة الرئيسية تحمل إما: 6 صواريخ متوسطة المدى بالتوجيه الرإداري إيه آي إم -120 أو صاروخين إيه آي إم -120 وصاروخين 1000-إل بي جي بي يو-32 صواريخ الهجوم المشترك المباشر للهجوم الأرضي. كما تحمل صاروخين متتبعين للحرارة قصيري المدى إيه أي إم ج-9، واحد على كل جانب من منصة الأسلحة، وكنتيجة لذلك يمكن للرابتور أن تطير على ارتفاعات عالية جداً وبعيدة جداً وسريعة جداً مع نسبة مخاطرة قليلة أن يتم كشفها أو اعتراضها ثم تضرب بحصانة تامة ضد الأهداف المحمولة جواً والأهداف الأرضية على حد سواء. وتعتبر هذه الطائرة خاصة بالجيش الامريكى فقط.

## المميزات

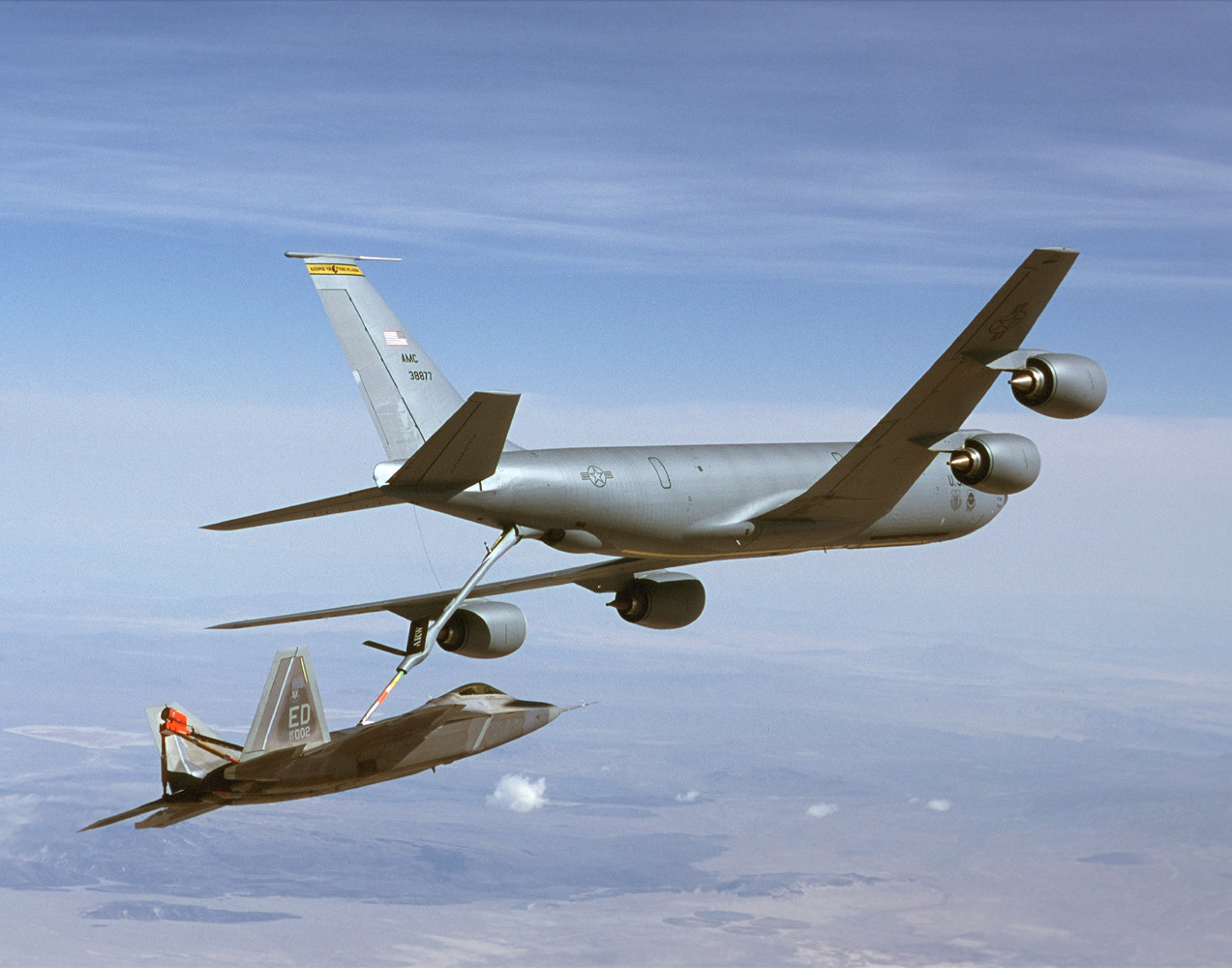
طائرة اف-22 تتزود بالوقود جوا

- 4 أعمدة للنجاح - الرحلات الطويلة المدى - سرعة وخفة الحركة - التخفي - وإلكترونيات الطيران المتقدمة
- فوق صوتية لفترات زمنية طويلة بدون الحاجة إلى تشغيل أجهزة الاحتراق الثانوية afterburners أو ما يسمى بخاصية الsupercruise
- سهولة الصيانة - تتطلب إجراء الصيانة الدورية لمحرك برات أند ويتني اف 119 - بي دبليو -100 فقط 6 أدوات متوفرة بشكل تجاري
- المعالج الشائع المدمج - سي آي بي - قلب جناح الإلكترونيات المدمجة، هذه الحواسب الآلية الفائقة يمكنها معالجة 10.3 مليار بايت في الثانية.

## العيوب
العيوب التي تكتنف هذه الطائرة هي عيوب تتعلق بالتكلفة والوقت أكثر منها عيوبا مصنعية أو فنية، فارتفاع التكلفة المصنعية والحيز الزمني لصيانة الطائرة هما أبرز عيوبها، فقد كشف تقرير من البنتاجون بجعبته نتائج اختبارات قامت بها الوزارة بأن الطائرة:
- تكلف 44 ألف دولار لكل ساعة طيران
- تستغرق 30 ساعة صيانة لكل ساعة طيران
- انخفاض جدوى إنتاجها الاقتصادية بدعوى وجود منافسة من مقاتلات أرخص وأحسن.
- تآكل بدن الطائرة بسبب امتصاصية مواده العالية للموجات الكاشوفية الساقطة عليه
- تعد فائضة عن الحاجة في عصر الحروب الصغيرة والتهديدات الارهابية عطفا على إمكاناتها التي تفوق المطلوب.

### التعطيل
وبسبب مشكلة تزويد ربان الطائرة بالأكسجين والتي اشتكى منها عدد من الطيارين، ثم قرار سلاح الجو الأمريكي إيقاف سرب مقاتلات إف 22 وعددها 160 مقاتلة ثم تم إعادتها إلى الخدمة أثناء الحرب الدولية على تنظيم داعش وأعلنت الولايات المتحدة الأمريكية رسمياً ذلك بتاريخ 27/8/2016 اثناء أحد الطلعات الجوية فوق مدينة الحسكه السورية ونشر الخبر على القنوات العربية والغربية
(قناة العربية الحدث.RT الروسية)، وهذا الإجراء نادرا ما يتخذ من لدن القوات الجوية الأمريكية على الرغم من أن الجيش الأمريكي عطل سرب مقاتلات ف 15 في نوفمبر 2007 قبل أن يعيده للخدمة مارس 2008.

## توقف الصناعة
في يوليو 2009، صوت مجلس الشيوخ الأمريكي لوقف صناعة طائرة ف 22 والاكتفاء ب 187 طائرة. نظرا لانها صنعت في حقبة لم تكن فيها إمريكا بمنأى عن الحرب الباردة. ولتكلفتها الباهظة للغاية، حيث يفوق ثمنها ثمن مثيلتها الروسية ضعفين ونصف. كما أن إمكاناتها تفوق الحاجة ومتطلبات صيانتها جمّة، وعلى هذا لم تخدم في حربي العراق وأفغانستان. وقد أثر قرار تعليق الإنتاج على 120 ألف عامل في أربعين ولاية آمريكية.

## المواصفات
- الطاقم: 1
- الطول: 18.90 م
- طول الجناح: 13.56 م
- الارتفاع: 5 م
- مساحة الجناح: 78.08 م²
- أقصى ارتفاع: 19.8 كم
- الوزن خالية: 19700 كجم
- الوزن الإجمالي: 29300 كجم
- الوزن عند الإقلاع: 38000 كجم
- أقصى سرعة: 2.25 ماخ (2410 كم/س)
- المدى: 3000 كم مع خزاني وقود اضافيين
- نصف قطر الاشتباك: 759 كم
- التكلفة: 356 مليون دولار (2009)

## المستخدمون
يقتصر استخدام المقاتلة بالوقت الحالي (2020) على الولايات المتحدة الأمريكية. وترفض الولايات المتحدة بيعها لأي دولة أخرى مبررين ذلك بالحفاظ على سرية تكنولوجيتها. وقد سبق وطلبت كلا من أستراليا واليابان وإسرائيل و
المملكة العربية السعودية شراء الطائرة إلا أن طلبهم قوبل بالرفض من الإدارة الأمريكية.  .
وتمتلك الولايات المتحدة حاليا 151 مقاتلة إف - 22 رابتور.

## اقرأ أيضا
- صاروخ كروز المصغر قليل التكلفة
- بي 2 سبيرت
- إف - 117 نايت هوك
- إف-35 لايتنيغ الثانية